# Rodrigues Alves (Acre)
Rodrigues Alves é um município brasileiro localizado oeste e no interior do estado do Acre, situa-se na direita do Rio Juruá. Antiga terra dos índios Náuas, sua origem é o antigo "Seringal Buritizal" que mudou de nome para Florianópolis.

## História
Em 1940 aconteceu uma significativa uma mudança de nome e transformou-se então na "Colônia Rodrigues Alves", ato feito em homenagem ao antigo presidente da república Rodrigues Alves. Em 1960 passa a ser uma pequena vila de Cruzeiro do Sul. Em 28 de abril de 1992 Rodrigues Alves desmembra  de Cruzeiro do Sul e Mâncio Lima, e passa a ser um município do estado do Acre, no governo de Edmundo Pinto.
Apesar de sua fundação ser em 28 de Abril, a comemoração de aniversário ocorre em 28 de Julho, sendo comemorado pela tradicional marchas de todas as escolas do município.

## Etimologia
O nome da cidade é em homenagem ao 5º presidente da República Brasileira Francisco de Paula Rodrigues Alves.
Uma dúvida comum é a pronúncia correta do nome Rodrigues Alves. Na oralidade não há separação na pronúncia e entre "Rodrigues" e "Alves", o "S" soa como "Z".

## Geografia
Sua população era de 17 945 habitantes segundo a estimativa do IBGE para 2017 e sua área é de 3 305 km² (3,8 hab./km²).
Limita ao sul com o Peru, a leste com o município de Cruzeiro do Sul e a oeste com o município de Mâncio Lima.
A cidade é banhada pelo Rio Juruá.

### Parque Nacional da Serra do Divisor
Localiza-se no Sul do Município o Parque Nacional da Serra do Divisor é uma unidade de conservação brasileira de proteção integral da natureza localizada no estado do Acre, na fronteira com o Peru, com território distribuído pelos municípios de Cruzeiro do Sul, Mâncio Lima, Marechal Thaumaturgo, Porto Walter e Rodrigues Alves.

## Demografia e economia
Sua população, de acordo com estimativas do Instituto Brasileiro de Geografia e Estatística (IBGE), era de 16 475 habitantes em 2014. A principal forma econômica é no extrativismo vegetal, principalmente de madeira, pecuária e de produção de farinha.

## Religião
Religião no Município de Rodrigues Alves segundo o censo de 2010.
| Religião       | %    |
| -------------- | ---- |
| Catolicismo    | 63,3 |
| Protestantismo | 29,1 |
| Outras         | 0,8  |
| Sem religião   | 6,8  |

## Prefeitos
Francisco Vagner de Santana Amorim (Conhecido popularmente como Deda) se candidata e se torna o primeiro prefeito do Município com mandato de 1993 até 1996. Em seguida o Segundo prefeito Rui Matos Said Maia com o mandato de 1997 até 2000. Deda se candidata novamente e assume a prefeitura pela segunda vez, seu mandato vai de 2001 até 2004 onde é reeleito e sai do cargo em 2008. Assume então o prefeito eleito Francisco Ernilson de Freitas, (conhecido popularmente como Burica) de 2009 até 2012 onde compete novamente com Deda e perde a eleição, mas devido a lei ficha limpa, deda é impedido de assumir o cargo novamente, assumindo assim Burica em 2012.

## Infraestrutura

### Saúde
O município de Rodrigues Alves possui uma taxa de mortalidade infantil de 14,41 óbitos por mil nascidos vivos, de acordo com dados de 2020 do IBGE.
De acordo com a Secretaria de Atenção Primária à Saúde do Ministério da Saúde (MS), o Índice de Vulnerabilidade Social (IVS) deste município é de muito alta vulnerabilidade, indicador criado pelo IPEA e utilizado pelo MS na alocação de profissionais do Programa Mais Médicos.